# Thomas Mehlhorn (Schauspieler)
Thomas Mehlhorn (* 1969 in Dresden, Bezirk Dresden, DDR) ist ein deutscher Schauspieler.

## Leben
Thomas Mehlhorn absolvierte seine Schauspielausbildung von 1987 bis 1991 an der Theaterhochschule „Hans Otto“ in Leipzig. Sein erstes Festengagement hatte er am Schauspiel Frankfurt (1991–1993), wo er u. a. den Lorenzo im Shakespeare-Stück Der Kaufmann von Venedig spielte. Von 1993 bis 1998 war er fest am Deutschen Schauspielhaus in Hamburg engagiert und arbeitete dort u. a. mit den Regisseuren Elke Lang, Johann Kresnik, Leander Haußmann, Christoph Schlingensief und Dimiter Gotscheff zusammen. Für die Spielzeit 1998/99 war er am Schauspiel Hannover verpflichtet. Danach folgten Engagements am Deutschen Schauspielhaus (1999–2000 als Gast, u. a. Zusammenarbeit mit Anselm Weber und Jossi Wieler), am Berliner Ensemble (2000–2001), am TAT in Frankfurt am Main (2002–2003), am Staatstheater Hannover (Spielzeit 2003/04, u. a. als Rentier Krüger in Der Biberpelz, Regie: Thomas Bischoff), am Nationaltheater Mannheim (2005) und am Schauspiel Köln (2006).
Von 2006 bis 2009 war er in den ersten Jahren der Intendanz von Barbara Mundel als Schauspieler am Theater Freiburg fest verpflichtet. Dort spielte er u. a. Jago in Othello, Rudolphe in Madame Bovary, Hagen in Die Nibelungen, Reinhold in Berlin Alexanderplatz und Caliban in Der Sturm. Von 2009 bis 2014 gehörte er unter Intendant Lars-Ole Walburg als festes Ensemblemitglied dem Schauspiel Hannover an, mit Rollen wie Trofimov in Der Kirschgarten (2009–2010; Regie: Lars-Ole Walburg), Kreon in Antigone (2010–2013; Regie: Josip Galindo), Hauptmann in Woyzeck (2010–2013; Regie: Heike M. Goetze), Major Tellheim in Minna von Barnhelm (2013–2014, Regie: Hasko Weber) und Maximilian von Moor in Die Räuber (2013–2014, Regie: Ruth Messing).
Ab der Spielzeit 2014/15 trat er regelmäßig als Gast am Theater Freiburg auf. Er spielte dort u. a. Walter Faber in einer Bühnenfassung des Frisch-Romans Homo faber (2014–2015), Trigorin in Die Möwe (2015–2016) und Mitch in Endstation Sehnsucht (2017, Regie: Heike M. Goetze). 2017 gastierte er als Leicester in Maria Stuart am Schauspielhaus Bochum. Ab der Spielzeit 2022/23 ist Thomas Mehlhorn festes Ensemblemitglied am Theater Regensburg.
Seit Anfang der 1990er Jahre steht Mehlhorn auch regelmäßig bei Film und Fernsehen vor der Kamera. Er spielte in der Polizeiruf-110-Folge Zerstörte Hoffnung den Türsteher Silvio Moritz, der das Mädchen Sabine, die weibliche Hauptfigur, als seine Freundin betrachtet. Er war Partner von Maria Furtwängler in dem TV-Krimi Die achte Todsünde: Gespensterjagd (2001) und wirkte als Episodendarsteller in zahlreichen Fernsehserien mit, u. a. als Boulevardjournalist Peter Barth in Notruf Hafenkante (2015), als entführter IT-Spezialist Holger Beckstein in Großstadtrevier (2017) und als Haftrichter Helmer in Die Kanzlei (2017).
Thomas Mehlhorn lebt in Hamburg.

## Filmografie (Auswahl)
- 1991: Polizeiruf 110: Zerstörte Hoffnung (Fernsehreihe)
- 2001: Die achte Todsünde: Gespensterjagd (Fernsehfilm)
- 2004: Die Wache: Der Eismann (Fernsehserie, eine Folge)
- 2004: Alarm für Cobra 11 – Die Autobahnpolizei: Um jeden Preis (Fernsehserie, eine Folge)
- 2005: Adelheid und ihre Mörder – Schuhe aus Beton (Fernsehserie, eine Folge)
- 2012: Die Vermissten (Kinofilm)
- 2012: Der Schwarzwaldhof – Der verlorene Sohn (Fernsehreihe)
- 2013: Tatort: Borowski und der brennende Mann (Fernsehreihe)
- 2015: Notruf Hafenkante: Hund und Katze (Fernsehserie, eine Folge)
- 2017: Großstadtrevier: Dirks Sorgenkind (Fernsehserie, eine Folge)
- 2017: Die Pfefferkörner und der Fluch des Schwarzen Königs (Kinofilm)
- 2017: Tatort: Goldbach (Fernsehreihe)
- 2017: Die Kanzlei: Mit harter Hand (Fernsehserie, eine Folge)
- 2018: Morden im Norden: Jäger und Sammler (Fernsehserie, eine Folge)
- 2019: Eine fremde Tochter
- 2019: Die Kanzlei: Exzess (Fernsehserie, eine Folge)
- 2020: Nord bei Nordwest – In eigener Sache (Fernsehreihe)
- 2021: Helen Dorn: Die letzte Rettung (Fernsehreihe)
- 2022: Die Kanzlei: Der Wert des Lebens (Fernsehserie, eine Folge)
- 2022: Erzgebirgskrimi – Ein Mord zu Weihnachten (Fernsehreihe)
- 2023: Stralsund: Der lange Schatten (Fernsehreihe)